# Georges Laguerre
Pour les articles homonymes, voir Laguerre.
Georges Laguerre né le 24 juin 1858 à Paris et mort le 17 juin 1912 à Gournay-sur-Marne (Seine-Saint-Denis) est un avocat et homme politique français boulangiste.

## L'avocat
Georges Laguerre fait ses études au lycée Condorcet de Paris, souhaitant intégrer Saint-Cyr mais fait finalement des études de droit, qu'il termine en 1879.
Il devient secrétaire d'Adolphe Thiers avant de s'en éloigner pour devenir un avocat radical, défenseurs des ouvriers.
Au cours des années 1880, l'avocat radical se fait une réputation en assurant la défense des anarchistes. En octobre 1882, il plaide pour les ouvriers de Montceau-les-Mines, accusés d'être des émeutiers, puis il assure la défense de Fournier, un ouvrier de Roanne, soupçonné d'avoir tiré sur son patron lors d'une grève. Puis, il gagne la célébrité pour ses plaidoiries lors des procès d'Émile Pouget et de Louise Michel en 1883. Enfin, à Lyon, il est à la barre pour défendre les anarchistes lors du procès des 66.
Il subit pourtant un retentissant échec lors du procès d'Antoine Cyvoct où sa plaidoirie est jugée médiocre car mal préparée. Son client est condamné à mort, puis voit sa peine commuée en travaux forcés à perpétuité en Nouvelle-Calédonie sur intervention du ministère public. Cependant, s'il est un talentueux orateur, il fait souvent dans la facilité dans la recherche de cas à défendre.

## L'homme politique

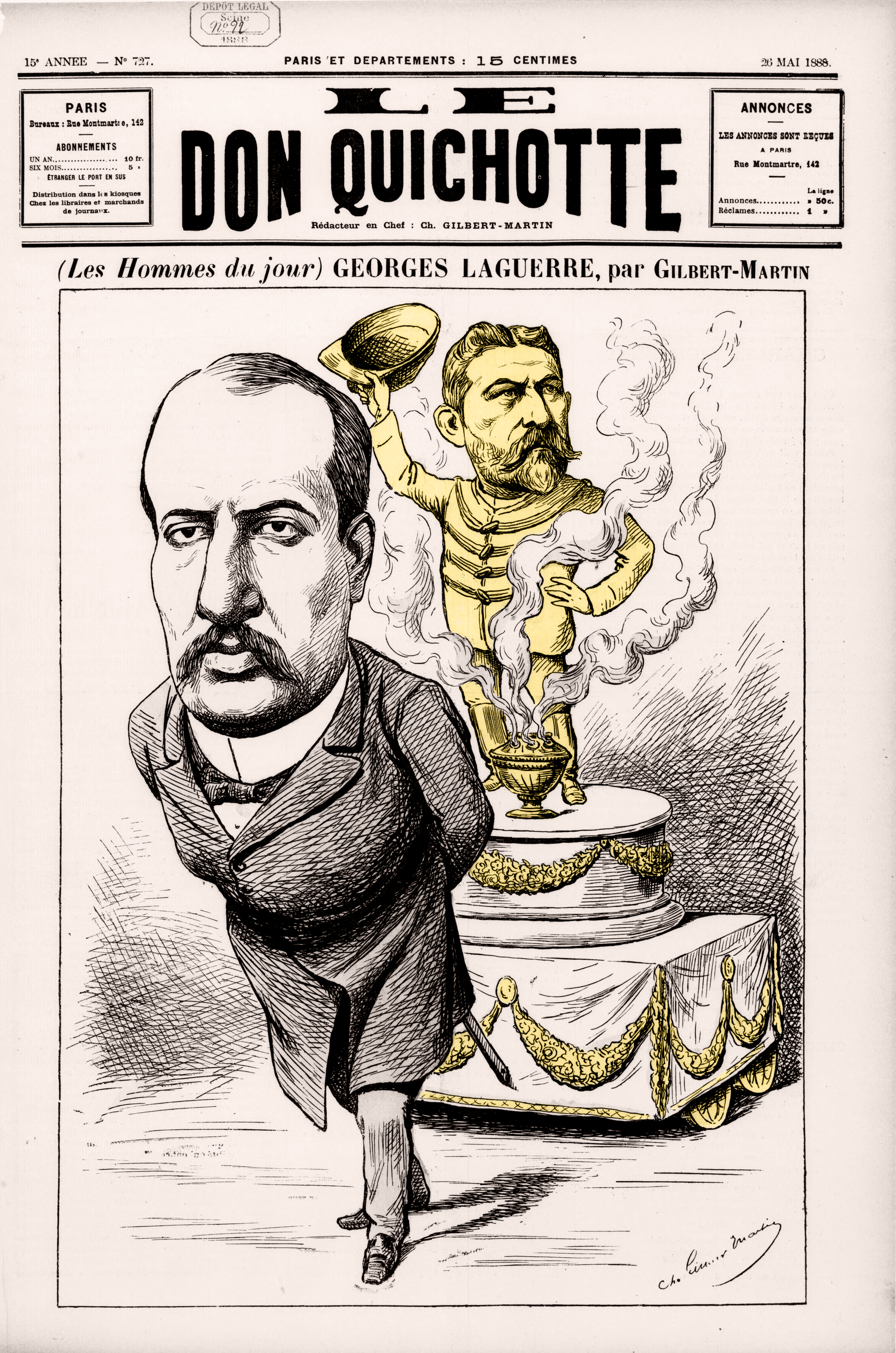
Caricature parue dans Le Don Quichotte représentant Georges Laguerre tirant le général Boulanger sur un char (1888).

Collaborateur à La Justice, le journal de Clemenceau, il remplace Alfred Naquet, élu sénateur, comme député de Vaucluse (1883-1889) et (1910-1912) et de la Seine (1889-1893). Il s'inscrit alors au groupe de l'extrême-gauche. Il collabore quelque temps au Matin. Il s'éloigne de Clemenceau pour se rapprocher de Henri Rochefort dans les intransigeants, voyant qu'il ne peut dépasser l'aura de Clemenceau chez les radicaux. Il rejoint le « groupe ouvrier » de 1886.
Ardent révisionniste, il est réélu en 1885 et choisit l'aile intransigeante en 1886 puis le boulangisme, une voie qui lui semble mener au pouvoir. Il le choisit aussi car il est menacé de saisie pour dettes et que l'entourage de Georges Boulanger peut lui donner des subsides. Il devient un proche conseiller politique du général, le recruteur et le principal fondateur du Comité républicain national, ainsi que le chef parlementaire du boulangisme. Laguerre prend la direction du journal La Presse en juin 1887 qui devient l'organe principal du boulangisme, lorsque Laguerre le rachète en avril 1888. Le titre ne se vendant très peu et Laguerre écrivant finalement peu à l'intérieur, il est vendu aux trois quarts aux royalistes en avril 1889. 
Il perd au cours de l'année 1888 de l'influence dans le boulangisme mais continue d'être un puissant moteur des victoires en province, notamment dans le Nord. À partir de mars 1889, il est le principal interpellateur du gouvernement pour les boulangistes, ce qui ne fait qu'attirer l'attention de celui-ci pour mettre un terme à l'aventure de Boulanger. Le 11 mars, avec d'autres boulangistes, son immunité est levée car il est accusé d'atteinte à la sûreté de l'État, puis de délit d'association non autorisé et condamné le 15 avril à 100 francs d'amende. Lorsque la rumeur d'arrestation de Boulanger émerge, il est le plus virulent contre la fuite de celui-ci, estimant correctement que sans lui le mouvement périclitera. Après une première fuite le 14 mars, Boulanger fuit le 1er avril, sans que Laguerre puisse le faire changer d'avis. Il estime alors que Boulanger est un lâche. Après sa réélection en 1889, mais la lourde défaite boulangiste, il hésite à quitter le mouvement. Il siège alors au centre-gauche de l'hémicycle et non, comme auparavant, à l'extrême-gauche. Il coupe finalement les ponts avec Boulanger après l'échec aux municipales de Paris et le refus du retour du général. Il participe à la dissolution du Comité républicain national en rachetant les meubles pour clôturer les comptes en supprimant les dettes du Comité. En mai, il tente avec Naquet d'éliminer politiquement Boulanger et de récupérer les comités locaux avec la création de l'Alliance républicaine démocratique socialiste, sans succès. Pour s'assurer que Boulanger soit discrédité, Laguerre et Naquet demandent à Mermeix de rédiger dans Le Figaro des articles désignant Boulanger comme un menteur et un traître en révélant les différentes alliances avec la droite et l'argent royaliste, tout en omettant la compromission du CRN. Les Coulisses du boulangisme sortent entre le 19 août et le 22 octobre, puis paraissent dans un volume le 28 octobre. La police comprend rapidement que Laguerre est derrière ces articles bien que Mermeix en assume la paternité le 31 août, avant de réduire sa part à simple éditeur en septembre. 
Les révélations des Coulisses prenant de l'ampleur, elles finissent par toucher Laguerre, qui avoue avoir eu connaissant de l'alliance uniquement en novembre 1889, ce qui est aussi un mensonge puis que Laguerre sait pour l'alliance dès fin 1888, mais en octobre ses électeurs lui demandent de démissionner ce qu'il refuse tout en disant ne plus être boulangiste mais seulement révisionniste. Les militants font bloc contre lui, Naquet et Mermeix. Le 9 mai 1890, Boulanger annonce officiellement ne plus rechercher la révision, permettant à Laguerre de justifier et d'accentuer son éloignement du boulangisme au nom du révisionniste. 
Malgré toutes ces révélations, il ne renonce pas à la politique. Il s'enfonce toujours plus, perdant son journal, divorçant de Marguerite Durand, étant exclu du barreau de Paris, échouant aux élections de 1893, 1898, 1902 et 1906, il est aussi fortement endetté, alcoolique et malade. Il se mêle de loin à l'Affaire Dreyfus puis finit par se faire élire dans le Vaucluse en 1910. Il rejoint les rangs du Parti républicain-socialiste, héritier des Socialistes indépendants.
Franc-maçon, il est initié  dans la loge « La libre conscience », qu'il préside entre 1870 et 1871, il quitte cet atelier pour rejoindre « Les libres penseurs » du Pecq de la Grande Loge symbolique écossaise. À la mise en sommeil de cette loge pour avoir initié Maria Deraismes, il rejoint « Les disciples du progrès » à Paris, où il retrouve Alfred Naquet.

## Famille et vie privée
Jean-Henri-Georges Laguerre est le fils de Léon Laguerre (1822-1904), docteur en droit et maître-clerc de notaire chez Me Dufour, et d'Augustine-Marie-Clarisse Guichard (1829-1887). Il s'agit d'une famille conservatrice qui a des liens avec les milieux politiques. 
Fils de M. Beaulieu, professeur de droit à la faculté de Nancy, Léon Laguerre porte le patronyme de son père adoptif, le docteur Jean-Nicolas Laguerre (1795-1873).
Les grands-parents maternels de Georges Laguerre sont Pierre Guichard et Madeleine-Françoise-Camille Amic. Cette dernière est la cousine issu-de-germain d'Adolphe Thiers.
Laguerre a publié ces dernières informations généalogiques en 1889, en réponse à une note publiée par la Gazette de Francfort et rapportée par Le Temps du 6 mars, il évoque le grand-père maternel de sa première épouse et cousine germaine : c'était un Allemand nommé Wœhnitz, installé à Paris après avoir fait fortune à l'île Maurice. Wöhrnitz (avec un « r »). Il est le frère de Henri-Maxime Laguerre, futur député de l'Ain et petit-fils du docteur Jean-Nicolas Laguerre.
En 1888, Georges Laguerre épouse en secondes noces Marguerite Durand, dont il divorce le 9 mai 1895. Le 16 octobre de la même année, il se remarie au Vésinet avec Apolline-Marie-Eugénie Tarin (1861-1935), veuve de René Garin de Lamorflan (beau-frère d'Henri-Maxime Laguerre).
Il habite au 30 rue Pierre-Guérin (16e arrondissement de Paris).